# Новояшево
Новоя́шево (рос. Новояшево, башк. Яңы Йәш) — присілок у складі Калтасинського району Башкортостану, Росія. Входить до складу Старояшевської сільської ради.
Населення — 143 особи (2010; 151 у 2002).
Національний склад:
- марійці — 97 %